# Gudskog
Gudskog (tysk Gotteskoog sønderjysk Guskåw nordfrisisk Gutskuuch) er med et areal på 10.400 ha Nordfrislands største kog. Kogen befinder sig syd for Aventoft og Rudbøl. Det tyndt beboede område ligger op til 2 meter under havniveauet.
I middelalderen bestod store dele af den nordfrisiske marsk af små af priler adskilte øer og halvøer. Landsbyerne lå på ophøjede værfter. Den første kog i området, som var beskyttet af et ringdige, var den i 1436 oprettede Vidingherred Kog, hvis nordlige dige i dag udgør grænsen mellem Danmark og Tyskland. Området mod øst var derimod ikke sikret mod oversvømmelser. For at beskytte området, startede i 1500-tallet enorme inddigningsarbejder. Vidåen blev afdæmmet og diget mellem Højer og Rudbøl blev oprettet. Vidåens løb blev reguleret gennem en række sluser. I 1556 lykkedes inddigningen af både Højerkog, Tønderkog og Møgeltønderkog. Som følge heraf mistede Tønder sin direkte forbindelse til Nordsøen. Helt afsluttet blev arbejderne dog først med indvielsen af kogens ydre dige i 1566.
Det inddigede kogslandskab kom til at hedde Gudskog. Kogen omfattede også byerne Nykirke og den på en gestø liggende by Aventoft. Trods de nyoprettede diger kom det i de følgende år flere gange til digebrud. Den sidste store oversvømmelse fandt sted i 1825.
Det inddæmmede land må hele tiden afvandes ved hjælp af pumper. I efterkrigstiden gjorde dieselpumper det muligt at afvande større dele af kogen helt ned til 2,50 meter under havniveauet. Kogens faste vandområde blev dermed stærkt reduceret. En del af det forhenværende vandområde blev beplantet med skov, mens en mindre del af kogen forblev vådområde.
Med hensyn til økologiske krav startede delstaten Slesvig-Holsten mellem 1982 og 1985 en genoprettelse af Gudskog Søen. Den cirka 600 ha store sø er i dag et enestående hjemsted for traner, sildemåger, fiskeoddere og den sjældne havørn.